# Erich Karkoschka
Erich Karkoschka (n. 1955) este un astronom ce lucrează la Lunar and Planetary Laboratory de la University of Arizona. El a descoperit satelitul lui Uranus, S/1986 U 10 (redenumit în Perdita) după fotografiile făcute de sonda spațială Voyager 2. El a făcut o serie de filmulețe precum: aterizarea lui Huygens pe satelitul Titan, modelele sezoniere de pe Uranus, și cele 3 eclipse rare de pe Jupiter.
Cartea sa, The Observer's Sky Atlas, a fost tradusă în mai multe limbi ca o sursă de informare pentru cei interesați observarea cerului.
Asteroidul 30786 Karkoschka (1988 QC) a fost denumit în onoarea sa.